# Franka Batelić
Franka Batelić (ur. 7 czerwca 1992 w Rijece) – chorwacka piosenkarka, autorka tekstów i aktorka dubbingowa, reprezentantka Chorwacji w 63. Konkursie Piosenki Eurowizji (2018).

## Życiorys

### Wczesne lata
Urodziła się w Rijece. Jest córką Ingrid i Damira Bateliciów. Ma młodszego brata Nikolę, który jest gitarzystą w zespole Storm.

### Kariera
Zaczęła śpiewać w wieku trzech lat, była solistką w chórze Minicantanti.
W 2007 brała udział w przesłuchaniach do pierwszej edycji programu Showtime. Na castingu zaśpiewała utwór „Come saprei” Giorgii i przeszła do kolejnego etapu. 22 grudnia zajęła pierwsze miejsce w finale dzięki zdobyciu największej liczby głosów od telewidzów. W nagrodę otrzymała możliwość podpisania kontraktu płytowego z wytwórnią Hit Records.
14 listopada wydała swój debiutancki singel „Ovaj daj”. W maju 2008 zaprezentowała drugi singel – „Ruža u kamenu”, z którym wygrała nieoficjalny Konkurs Piosenki OGAE. W tym samym roku wystąpiła na 12. Festiwalu Chorwackiego Radia w Opatii, na którym odebrała Nagrodę Publiczności za wygraną w kategorii „Pop/Rock”.

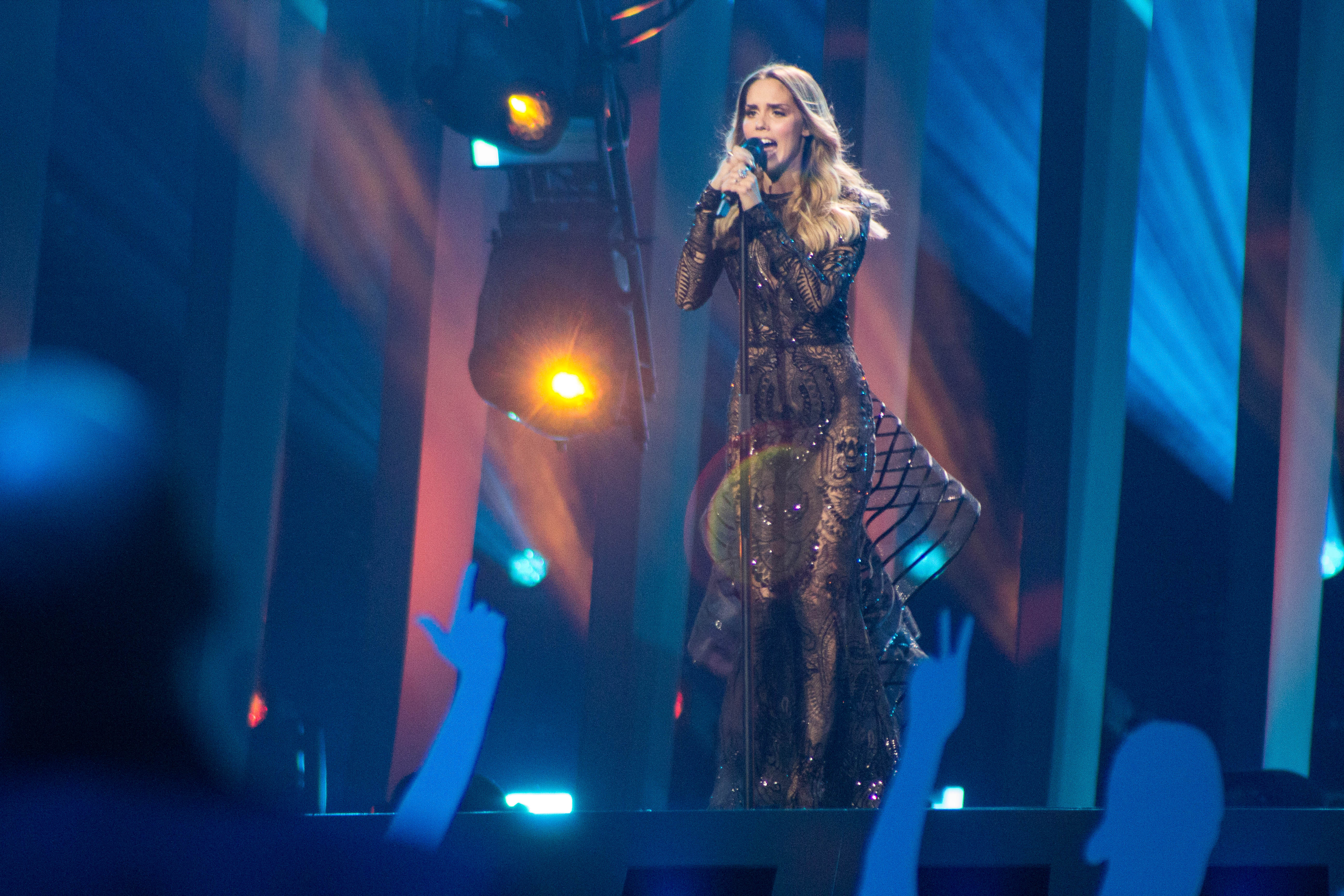
Franka Batelić podczas prób do występu w 63. Konkursie Piosenki Eurowizji, maj 2018

W styczniu 2009 wydała singel „Pjesma za kraj”, z którym zgłosiła się do krajowych eliminacji do 54. Konkursu Piosenki Eurowizji. 28 lutego zajęła siódme miejsce w finale selekcji. Jesienią brała udział w czwartym sezonie programu Ples sa zvijezdama, będącego chorwacką wersją formatu Dancing with the Stars. Jej partnerem tanecznym był Ištvan Varga, z którym wygrała finał konkursu. W grudniu wydała swój debiutancki album studyjny, zatytułowany Franka, na którym znalazły się single: „Ovaj dan”, „Ruža u kamenu”, „Pjesma za kraj”, „Možda volim te” i „Moje najdraže”.
15 marca 2012 wydała drugi album studyjny, zatytułowany Featuring. Płyta promowana była przez single: „Na tvojim rukama”, „Ne!” i „San”. Po wydaniu singla „Ljubav je..." w 2013 zrobiła sobie kilkuletnią przerwę w karierze.
27 listopada 2017 zapowiedziała wydanie singla „S tobom”, który ukazał się 4 grudnia. 13 lutego 2018 została ogłoszona reprezentantką Chorwacji z piosenką „Crazy” w 63. Konkursie Piosenki Eurowizji w Lizbonie. 8 maja wystąpiła jako dwunasta w kolejności w pierwszym półfinale konkursu i zajęła w nim 17. miejsce z 63 punktami na koncie, nie kwalifikując się do finału.

### Życie prywatne
Jej mężem jest piłkarz Vedran Ćorluka.
Jest sojuszniczką środowiska LGBT oraz aktywistką walki o prawa zwierząt.

## Dyskografia

### Albumy studyjne
- Franka (2009)
- Featuring (2012)
- S tobom (2018)